# Ed Givens
Edward Galen Givens Jr (Quanah, 5 gennaio 1930 – Houston, 6 giugno 1967) è stato un astronauta statunitense.
La sua istruzione si svolse nella città natale e ad Annapolis dove frequentò l'accademia della Marina. Al termine della sua carriera scolastica, culminata in un bachelor in scienze navali, si arruolò nella U.S. Air Force dove accumulò oltre 3.500 ore di volo, di cui oltre 2.800 su aerei jet. Tra le sue attività vi fu anche quella di tester per aerei sperimentali.
La NASA lo scelse nell'aprile del 1966 con il 5. gruppo degli astronauti scelti. Il gruppo venne nominato Original 19 a causa del numero dei suoi componenti.
Durante la sua breve carriera ebbe un unico incarico ufficiale quale membro dell'equipaggio di supporto della missione dell'Apollo 7. Infatti subì un incidente mortale alla guida della sua Volkswagen mentre era di ritorno da una riunione della società per piloti sperimentali di collaudo la Society for Experimental Test Pilots. Era il 6 giugno 1967. A causa della tragedia dell'Apollo 1 (avvenuta nel gennaio del 1967) che per molti mesi bloccò tutti i progetti della NASA, passerà oltre un anno prima che l'Apollo 7 venisse effettivamente lanciato l'11 ottobre 1968.